# Кумово
Ку́мово (рос. Кумово, башк. Ҡом) — село у складі Янаульського району Башкортостану, Росія. Входить до складу Кармановської сільської ради.
Населення — 268 осіб (2010; 268 у 2002).
Національний склад:
- башкири — 92 %